# アウトバーン 30
アウトバーン 30（ドイツ語: Bundesautobahn 30, BAB 30 または A 30）はドイツの高速道路、アウトバーンの一路線である。
西のオランダ国境、バート・ベントハイム付近から東のバート・エーンハウゼンまで138 kmの路線を持つ主要道路である。アムステルダム - ベルリン - ワルシャワという3首都を結ぶ国際路線の一区間である（E30号線も参照）。